# Johanna Wanka

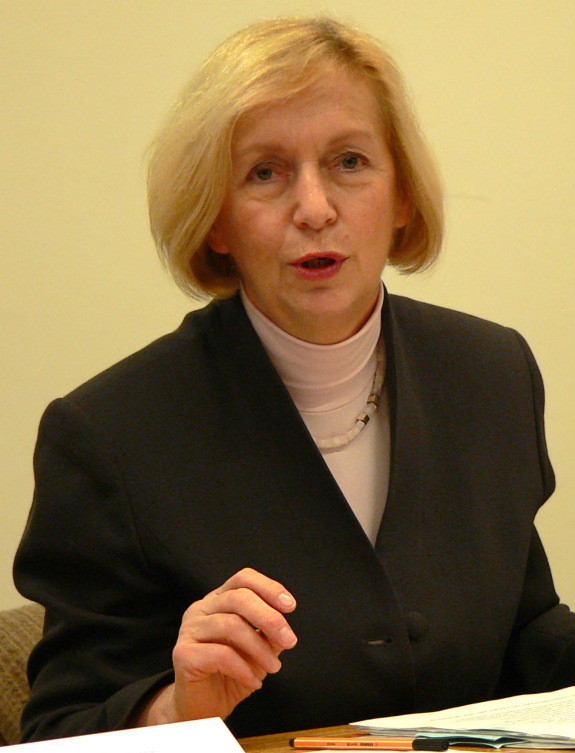
La ministra Johanna Wanka.

Johanna Wanka (Rosenfeld, Sajonia, 1 de abril de 1951) es una política alemana perteneciente a la CDU.
Desde el 14 de febrero de 2013 hasta el 14 de marzo de 2018 fue Ministra Federal de Educación e Investigación; integrándose, primero, al Segundo Gabinete Merkel y, luego, formando parte del Tercer Gabinete Merkel.